# Hanover Lodge
Hanover Lodge est une demeure classée Grade II * située à Londres.

## Situation et accès
Elle se trouve au 150 Park Road, à Londres, surplombant Regent's Park. 

## Historique

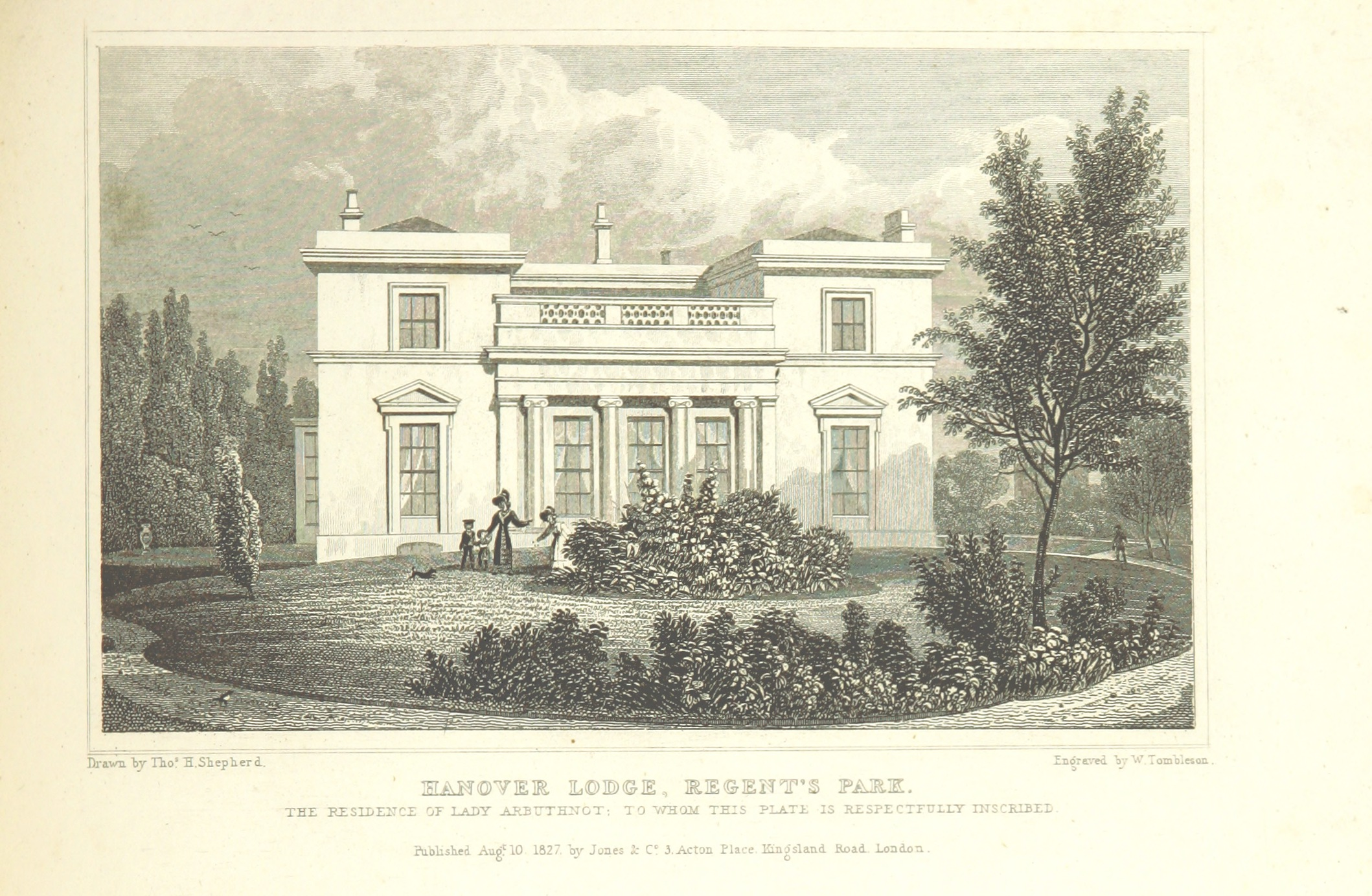
Hanover Lodge en 1828.

Elle a été conçue par l'architecte John Nash et construite pour le général Sir Robert Arbuthnot . Depuis lors, elle a accueilli plusieurs personnalités, fait partie du Bedford College et de la résidence de l'ambassadeur de France, avant que l'homme d'affaires et pair conservateur Lord Bagri n'achète un bail de 150 ans au Crown Estate en 1994. 
Le milliardaire russe Andrey Goncharenko a acheté le loyer en cours de Lord Bagri en 2012 pour 120 millions de livres sterling. 
Plusieurs oligarques sont venus s'établir à Belgravia ; en 2014 le milliardaire Andrey Goncharenko, patron d'une filiale de Gazprom, a jeté son dévolu sur une élégante demeure victorienne, en même temps que sur trois autres, dont Hanover Lodge, la maison la plus chère du Royaume-Uni, sur Regent's Park, pour un total de 250 millions de livres. 
En 2014, le quotidien Evening Standard la désignait comme «la maison de ville la plus chère jamais vendue en Grande-Bretagne». À titre de comparaison, en 2011, Park Place, une maison de campagne de 200 hectares située à Remenham, près de Henley-on-Thames, a été vendue pour 140 millions de livres ; et un appartement à One Hyde Park, à Knightsbridge, à 136 millions de livres sterling. 